# ميخائيل كوركوران (ملحن)
ميخائيل كوركوران (بالإنجليزية: Michael Corcoran)‏ هو ملحن ومغن مؤلف أمريكي، ولد في 9 ديسمبر 1972 في لوس أنجلوس في الولايات المتحدة.

## وصلات خارجية
- الموقع الرسمي
- ميخائيل كوركوران على موقع IMDb (الإنجليزية)
- ميخائيل كوركوران على موقع ميوزك برينز (الإنجليزية)
- ميخائيل كوركوران على موقع ميوزك برينز (الإنجليزية)
- ميخائيل كوركوران على موقع قاعدة بيانات الفيلم (الإنجليزية)